# Memoriał Bronisława Idzikowskiego i Marka Czernego 2003
Memoriał im. Bronisława Idzikowskiego i Marka Czernego 2003 – 36. edycja turnieju w celu uczczenia pamięci polskiego żużlowca Bronisława Idzikowskiego i Marka Czernego, który odbył się dnia 12 października 2003 roku. Turniej wygrał Rune Holta.

## Wyniki
- Częstochowa, 12 października 2003
- NCD: Rune Holta - 67,40 w wyścigu 17
- Sędzia: Jan Banasiak

| Msc. | Zawodnik                 | Klub        | Pkt |               |  |
| ---- | ------------------------ | ----------- | --- | ------------- |  |
| 1    | (1) Rune Holta           | Norwegia    | 15  | (3,3,3,3,3)   |  |
| 2    | (10) Ryan Sullivan       | Australia   | 13  | (3,3,2,3,2)   |  |
| 3    | (13) Mariusz Węgrzyk     | Rybnik      | 12  | (3,2,3,3,1)   |  |
| 4    | (5) Sebastian Ułamek     | Częstochowa | 10  | (3,1,3,2,1)   |  |
| 5    | (16) Tomasz Jędrzejak    | Wrocław     | 10  | (2,3,2,wu,3)  |  |
| 6    | (4) Robert Dados         | Wrocław     | 8   | (dst,2,1,2,3) |  |
| 7    | (14) Roman Chromik       | Rybnik      | 8   | (1,2,2,1,2)   |  |
| 8    | (8) Rafał Szombierski    | Rybnik      | 7   | (1,1,3,1,1)   |  |
| 9    | (3) Rafał Osumek         | Opole       | 7   | (1,3,0,1,2)   |  |
| 10   | (12) Michał Szczepaniak  | Piła        | 7   | (2,0,2,wu,3)  |  |
| 11   | (9) Artur Pietrzyk       | Częstochowa | 6   | (wu,0,1,3,2)  |  |
| 12   | (7) Grzegorz Walasek     | Częstochowa | 6   | (2,1,0,2,1)   |  |
| 13   | (2) Łukasz Romanek       | Rybnik      | 5   | (2,1,0,2,0)   |  |
| 14   | (15) Adam Pietraszko     | Częstochowa | 3   | (0,2,1,d,0)   |  |
| 15   | (11) Jordan Jurczyński   | Częstochowa | 2   | (1,0,1,0,0)   |  |
| 16   | (6) Artur Tomczyk        | Częstochowa | 1   | (0,0,0,1,0)   |  |
|      | rez. Robert Marjankowski | Częstochowa |     | (ns)          |  |
|      | rez. Michał Ciura        | Częstochowa |     | (ns)          |  |

Bieg po biegu
1. [68,76] Holta, Romanek, Osumek, Dados
2. [68,64] Ułamek, Walasek, Szombierski, Tomczyk
3. [68,91] Sullivan, Szczepaniak, Jurczyński, Pietrzyk
4. [68,56] Węgrzyk, Jędrzejak, Chromik, Pietraszko
5. [68,32] Holta, Węgrzyk, Ułamek, Pietrzyk
6. [68,32] Sullivan, Chromik, Romanek, Tomczyk
7. [68,21] Osumek, Pietraszko, Walasek, Jurczyński
8. [68,52] Jędrzejak, Dados, Szombierski, Szczepaniak
9. [68,25] Holta, Jędrzejak, Jurczyński, Tomczyk
10. [68,61] Ułamek, Szczepaniak, Pietraszko, Romanek
11. [68,76] Szombierski, Chromik, Pietrzyk, Osumek
12. [68,32] Węgrzyk, Sullivan, Dados, Walasek
13. [68,13] Holta, Walasek, Chromik, Szczepaniak
14. [69,12] Węgrzyk, Romanek, Szombierski, Jurczyński
15. [68,12] Sullivan, Ułamek, Osumek, Jędrzejak
16. [69,06] Pietrzyk, Dados, Tomczyk, Pietraszko
17. [67,40] Holta, Sullivan, Szombierski, Pietraszko
18. [68,66] Jędrzejak, Pietrzyk, Walasek, Romanek
19. [69,36] Szczepaniak, Osumek, Węgrzyk, Tomczyk
20. [68,99] Dados, Chromik, Ułamek, Jurczyński